# Ember to Inferno
Ember to Inferno è il primo album in studio del gruppo musicale statunitense Trivium, pubblicato il 14 ottobre 2003 dalla Lifeforce Records.
Nel 2016 l'album è stato ripubblicato in due versioni differenti: la versione standard dell'album, ormai considerata quasi introvabile, e una versione intitolata Ember to Inferno: Ab Initio, contenente 13 tracce bonus, tutti brani estratti dai primi tre demo del gruppo pubblicati tra il 2001 e il 2004.

## Tracce
Testi e musiche di Matt Heafy, arrangiamenti musicali di Matt Heafy e Travis Smith, eccetto dove indicato.
1. Inception the Bleeding Skies – 0:35
2. Pillars of Serpents – 4:35
3. If I Could Collapse the Masses – 4:42
4. Fugue (A Revelation) – 4:21
5. Requiem – 4:53
6. Ember to Inferno – 4:11
7. Ashes – 0:53
8. To Burn the Eye – 7:01
9. Falling to Grey – 5:37
10. My Hatred – 4:34
11. When All Light Dies – 6:23
12. A View of Burning Empires – 1:49

Tracce bonus della riedizione del 2004
1. Blinding Tears Will Break the Skies (Demo) – 5:41
2. The Deceived (Demo) – 6:00 (Matthew Heafy, Cory Beaulieu)
3. Demon – 3:27

Tracce bonus dell'edizione giapponese
1. The Storm – 6:05
2. Sworn – 4:29

CD bonus della versione Ab Initio
1. Pain – 7:19
2. Thrust – 5:39
3. Lake of Fire – 6:15
4. To Burn the Eye – 7:00
5. Requiem – 5:02
6. Fugue – 4:30
7. My Hatred – 4:52
8. The Storm – 6:04
9. Sworn – 4:28
10. Demon – 3:30
11. Like Light to the Flies – 5:37 (Matthew Heafy, Cory Beaulieu)
12. Blinding Tears Will Break the Skies – 5:42 (Matthew Heafy, Cory Beaulieu)
13. The Deceived – 5:49 (Matthew Heafy, Cory Beaulieu)

## Formazione
Trivium
- Matt Heafy – voce, chitarra solista e ritmica, chitarra acustica; basso in Like Light to the Flies, Blinding Tears Will Break the Skies e The Deceived
- Brent Young – basso (eccetto in Like Light to the Flies, Blinding Tears Will Break the Skies e The Deceived)
- Travis Smith – batteria
- Corey Beaulieu – chitarra solista e cori in Like Light to the Flies, Blinding Tears Will Break the Skies e The Deceived

Altri musicisti
- Jason Suecof – tastiera in Inception: the Bleeding Skies e A View of Burning Empires, chitarra solista in Ember to Inferno e To Burn the Eye, cori in When All Light Dies
- Alex Vieira – chitarra solista in When All Light Dies
- George Moore – chitarra acustica in A View of Burning Empires